# Naxhije Dume
Naxhije Dume (nevének ejtése nad͡ʒijɛ dumɛ; Lubonja, 1921. február 2. – Tirana, 2008. szeptember 29.) albán kommunista politikus, pedagógus.
1944-ben egyike volt az albán törvényhozás első képviselőnőinek, majd 1948-ban Albánia történelmének első női minisztere lett, amikor az oktatásügyi tárca vezetésére kapott megbízást. 1948 végén pártfunkcióitól megfosztották, de férjével, a szintén politikus Nesti Kerenxhivel viszonylagos békében élhették életüket, a házaspárt csak évtizedekkel később, 1983-ban internálták.

## Életútja
A délkelet-albániai Kolonjai-fennsík egyik kis falujában született. Tizenkét éves korában, 1933-ban felkerült Tiranába, és a fővárosi Anyakirálynő Lányintézet növendéke lett. 1941-ben pedagógusi pályára lépett, Tiranában és Korçában tanított.
Ezekben az években csatlakozott a kommunista mozgalomhoz, az 1941. november 8-án megszervezett Albán Kommunista Párt alapító tagjai közé tartozott. 1943-ban a korçai kommunista nőtanács titkára lett, majd ugyanebben az évben beválasztották a párt központi bizottságába is, amelynek 1948 novemberéig tagja maradt. 1944 májusában egyike volt annak a hét nőnek, akiket beválasztottak a Përmetben megalapított Nemzeti Felszabadítási Antifasiszta Főtanácsba, ezzel az első albán nőkként bejutottak a törvényhozásba. 1944-ben Dumét az elbasani közkönyvtár igazgatójává nevezték ki, 1945-ben pedig a központi bizottság munkáját segítő pártapparátusban kapott munkát. 1947-ben megválasztották a tiranai pártszervezet első titkárává. 1948. február 6-án személyében esküdött fel Albánia történelmének első női minisztere, amikor Enver Hoxha rábízta az oktatásügyi tárca vezetését. Az 1948. október 2-án újjászervezett Hoxha-kabinetben tovább vezethette a tárcát, a párt 1948. novemberi kongresszusán azonban jugoszlávellenességgel vádolták meg. 1948. november 22-én tárcájától, november 28-án többi állami funkciójától is megfosztották.
Férje, Nesti Kerenxhi (1921–2002) szintén a pártállam prominens képviselője volt, és bár felesége bukását követően a politikai élet élvonalából ő is visszaszorult, még évtizedekig gazdasági vállalatok vezetője maradt. Talán ennek köszönhető, hogy Dume 1949-től 1956-ig a tiranai Régészeti Múzeum igazgatói feladatait látta el, 1956-ban pedig rövid ideig a Nemzeti Könyvtár igazgatója volt. Ezt követően visszatért a pedagógusi pályára, és egészen 1972-es nyugdíjazásáig tanárként dolgozott, jóllehet, időközben 1967-ben a pártból is kizárták. 1982-ben férjével együtt panaszos és kritikus hangvételű levelet írtak Enver Hoxha pártfőtitkárnak. 1982. október 6-án mindkettejüket letartóztatták, majd 1983. január 13-án a délnyugat-albániai Mavrovába internálták. 1988-ban szoros felügyeletüket megszüntették, de csak 1996-ban költöztek vissza Tiranába. Dume 2002-ben veszítette el férjét, ő maga 2008-ban, nyolcvanhét éves korában hunyt el.